# Rio Rituerto
O rio Rituerto é um rio de Espanha cuja nascente se situa junto à localidade de Valdegeña (41º47'50 N 2º10'53 W), na província de Sória da comunidade autónoma de Castela e Leão.
É um afluente da margem esquerda do rio Douro, no qual desagua junto à localidade de Rituerto. No seu percurso passa por diversas localidades, sendo de destacar, pela proximidade do rio, a de Jaray.